# Crveni bljuštac
Crveni bljuštac (lat. Bryonia cretica), otrovna penjačica trajnica iz porodice tikvovki, raširena po istočnom Mediteranu. Kao njezina podvrsta vodio se i dvodomni bljuštac (B. cretica ssp. dioica), danas B. dioica, koju još uvijek nazivaju crveni bljuštac, prema boji njegovih plodova koji pocrvene kad sazriju.
Svi dijelovi biljke sadržavaju triterpenske alkaloide koji nakon konzumacije mogu izazvati teška trovanja: povraćanja, kolike, oštećenja bubrega i u teški slučajevima paraliziranost.

## Podvrste
- Bryonia cretica subsp. marmorata (E.M.A.Petit) Jauzein